# Outlook Peak
Outlook Peak är en bergstopp i Antarktis. Den ligger i Västantarktis. Nya Zeeland gör anspråk på området. Toppen på Outlook Peak är 1 703 meter över havet, eller 556 meter över den omgivande terrängen. Bredden vid basen är 4,0 km.
Terrängen runt Outlook Peak är kuperad åt sydväst, men åt nordost är den bergig. Trakten är obefolkad. Det finns inga samhällen i närheten. 